# Kristian Thomas
Kristian James Thomas (Wolverhampton, Reino Unido, 14 de febrero de 1989) es un gimnasta artístico británico, subcampeón del mundo en 2015 en el concurso por equipos, y medallista olímpico (bronce) en el mismo concurso en Londres 2012.
Es miembro del club de gimnasia "Earls", entrenado por Michelle Bradley y Alexei Popov.

## Trayectoria juvenil
En 2006, asistió a los Juegos de la Commonwealth en Melbourne, Australia, donde se ubicó en el 12.º lugar y ayudó al equipo británico de gimnasia a ganar medalla de bronce.

## Trayectoria adulta
Kristian saltó a la fama en la gimnasia británica, cuando ganó el título all-around británico en 2008. El suelo es su mejor disciplina, y durante su carrera senior ha ganado varias medallas de plata en suelo en las competiciones internacionales. En el Campeonato Mundial de Gimnasia de 2009 en Londres, Inglaterra, quedó en la sexta posición en el all-around. También fue parte del equipo británico masculino que representó a Gran Bretaña en la Campeonato Mundial de Gimnasia de 2010 en Róterdam y en el Campeonato Mundial de Gimnasia de 2011 en Tokio.
Después de que el equipo masculino no pudo clasificar a los Juegos Olímpicos del 2012 en Tokio, Kristian dio una sólida actuación en Londres. El equipo masculino obtuvo más de 7 puntos de ventaja sobre el grupo de medalla de plata, Francia, y Kristian se instaló en el 2.º puesto en el all-around detrás de su compañero Daniel Purvis. En la final ganó bronce en suelo, bronce en salto y oro en barra fija, como también calificando para varias finales.